# Het oude liedje
Het oude liedje is een sciencefictionverhaal geschreven door de Amerikaan Isaac Asimov, dat voor het eerst te lezen was in mei 1976. Het verzoek tot dit verhaal kwam van het muziekblad "High Fidelity", een blad dat van april 1951 tot juli 1989 te koop was. Het verhaal mocht niet langer zijn dan 2500 worden, zich in de toekomst afspelen en over muziek gaan.

## Het verhaal
In 2001 is Dr. Cray op zoek naar een methode voor het genezen van depressies. Ze heeft door lasertechnologie ontdekt, dat lijders daaraan een bepaald hersensignaalpatroon afgeven. Indien dat patroon geneutraliseerd wordt, zou de patiënt herstellen. Zij roept vervolgens componist en trombonist op om haar te helpen een dergelijk signaal te maken of te vinden. Samen zijn ze er al snel uit, dat dat signaal door licht overgebracht moet worden; de ogen zijn gevoeliger dan de oren. Daarbij wordt zijdelings verwezen dat Ludwig van Beethoven, die zijn laatste composities schreef, toen hij doof was. Jerome Bishop, muzikant in kwestie, ziet er eigenlijk niets in, maar gaat toch een poging wagen. Na twee dagen komt Bishop met de oplossing. Hij laat een stuk muziek optisch naar een patiënt overbrengen en deze voelt zich al snel beter. Dr. Cray verwacht daarbij een spectaculaire oplossing. Bishop zegt vervolgens dat de oplossing simpel was. Hij neuriet vervolgens de openingsmaten van When the Saints Go Marching In en ook Dr. Cray begint direct de maat met de voet mee te tikken.  